# Defesa da Revolução
Defesa da Revolução foi um termo genérico empregado para designar as unidades paramilitares irregulares ou milícias populares criadas pelo governo comunista do Afeganistão após a Revolução de Saur de 1978, com a intenção de mobilizar a população contra os contrarrevolucionários e outros inimigos do novo Estado. Estas unidades eram oficialmente voluntárias e baseadas no “modelo cubano”; eram armadas pelo governo e empregadas para proteger infraestruturas sensíveis e manter a ordem pública. Alguns relatórios indicam que os voluntários receberam incentivos, como cupons para lojas governamentais. Os editoriais do jornal soviético Pravda elogiaram essas formações defensivas já em meados de 1979.
Bruce Amstutz documenta unidades do Defesa da Revolução compostas por adolescentes urbanos do sexo masculino, totalizando 20.000 no papel em meados da década de 1980, que recebiam US$ 162 por mês para apoiar as forças de segurança. Outros acadêmicos comentaram sobre os membros femininos das unidades do Defesa da Revolução.